# Бариново (Рязанская область)
Бариново — деревня в Рыбновском районе Рязанской области. Входит в Пионерское сельское поселение.

## География
Находится в западной части Рязанской области на расстоянии приблизительно 43 км на запад-юго-запад по прямой от железнодорожного вокзала в городе Рыбное.

## История
На карте 1850 года показана как поселение с 25 дворами. В 1859 году здесь (тогда сельцо Зарайского уезда Рязанской губернии) было учтено 19 дворов, в 1897 — 42.

## Население
Численность населения: 275 человек (1859 год), 332 (1897), 7 в 2002 году (русские 100 %), 7 в 2010.